# لاچ ونچر
لاچ ونچر (به انگلیسی: Loch Vennachar) یک کشتی بود که طول آن ۲۵۰ فوت ۱ اینچ (۷۶٫۲۳ متر) بود. این کشتی در سال ۱۸۷۵ ساخته شد.